# Hongyang Nongchang
Hongyang Nongchang (kinesiska: 红阳农场) är en administrativ enhet på sockennivå i sydöstra Kina. Den ligger i Huazhou i staden Maoming i provinsen Guangdong, omkring 340 kilometer sydväst om provinshuvudstaden Guangzhou. Antalet invånare är 1 424. Befolkningen består av 681 kvinnor och 743 män. Barn under 15 år utgör 17,0 %, vuxna 15-64 år 60 %, och äldre över 65 år 21,0 %. Enheten administrerar ett jordbruk.